# Doina Melinte
Doina Ofelia Beşliu-Melinte (Hudești, 27 dicembre 1956) è un'ex mezzofondista rumena, campionessa olimpica degli 800 metri piani ai Giochi di Los Angeles 1984.

## Record nazionali

### Seniores
- 800 metri piani: 1'55"05 ( Bucarest, 1º agosto 1982)
- 800 metri piani indoor: 1'59"00 ( Budapest, 8 febbraio 1987)
- 1 500 metri piani indoor: 4'00"27 ( East Rutherford, 9 febbraio 1990)
- Miglio indoor: 4'17"14 ( East Rutherford, 9 febbraio 1990)

## Palmarès
| Anno | Manifestazione    | Sede         | Evento         | Risultato  | Prestazione | Note                  |
| ---- | ----------------- | ------------ | -------------- | ---------- | ----------- | --------------------- |
| 1980 | Giochi olimpici   | Mosca        | 800 m piani    | Semifinale | 2'00"8      |                       |
| 1981 | Universiadi       | Bucarest     | 800 m piani    | Oro        | 1'57"81     |                       |
| 1981 | Universiadi       | Bucarest     | 1 500 m piani  | Argento    | 4'05"74     |                       |
| 1982 | Europei indoor    | Milano       | 800 m piani    | Oro        | 2'00"39     | Record dei campionati |
| 1982 | Europei           | Atene        | 800 m piani    | 6ª         | 1'59"65     |                       |
| 1983 | Europei indoor    | Budapest     | 800 m piani    | 4ª         | 2'02"70     |                       |
| 1983 | Mondiali di cross | Gateshead    | Corsa seniores | 15ª        | 14'15"      |                       |
| 1983 | Mondiali          | Helsinki     | 800 m piani    | 6ª         | 2'00"13     |                       |
| 1983 | Mondiali          | Helsinki     | 1 500 m piani  | 6ª         | 4'04"42     |                       |
| 1984 | Europei indoor    | Göteborg     | 800 m piani    | Argento    | 1'59"81     |                       |
| 1984 | Giochi olimpici   | Los Angeles  | 800 m piani    | Oro        | 1'57"60     |                       |
| 1984 | Giochi olimpici   | Los Angeles  | 1 500 m piani  | Argento    | 4'03"76     |                       |
| 1985 | Europei indoor    | Il Pireo     | 1 500 m piani  | Oro        | 4'02"54     | Record dei campionati |
| 1986 | Europei           | Stoccarda    | 1 500 m piani  | Bronzo     | 4'02"44     |                       |
| 1987 | Mondiali indoor   | Indianapolis | 1 500 m piani  | Oro        | 4'05"68     | Record dei campionati |
| 1987 | Mondiali          | Roma         | 1 500 m piani  | Bronzo     | 3'59"27     |                       |
| 1988 | Europei indoor    | Budapest     | 1 500 m piani  | Oro        | 4'05"77     |                       |
| 1988 | Giochi olimpici   | Seul         | 1 500 m piani  | 9ª         | 4'02"89     |                       |
| 1989 | Europei indoor    | L'Aia        | 800 m piani    | Oro        | 1'59"89     |                       |
| 1989 | Mondiali indoor   | Budapest     | 1 500 m piani  | Oro        | 4'04"79     | Record dei campionati |
| 1990 | Europei indoor    | Glasgow      | 1 500 m piani  | Oro        | 4'09"73     |                       |
| 1990 | Europei           | Spalato      | 1 500 m piani  | 6ª         | 4'10"91     |                       |
| 1991 | Mondiali indoor   | Siviglia     | 1 500 m piani  | 4ª         | 4'06"65     |                       |
| 1991 | Mondiali          | Tokyo        | 1 500 m piani  | 4ª         | 4'03"19     |                       |
| 1992 | Europei indoor    | Genova       | 1 500 m piani  | Bronzo     | 4'06"90     |                       |
| 1992 | Giochi olimpici   | Barcellona   | 1 500 m piani  | Finale     | dnf         |                       |